# Kimball (Minnesota)
Kimball è un comune degli Stati Uniti d'America, situato nello Stato del Minnesota, nella Contea di Stearns.